# Marillyn Hewson
Marillyn A. Hewson (sinh ngày 27 tháng 12 năm 1953) là Chủ tịch kiêm Giám đốc điều hành của Lockheed Martin. Năm 2015, Hewson được tạp chí Forbes xếp thứ 20 trong danh sách những người phụ nữ quyền lực nhất thế giới.

## Tiểu sử

### Lúc trẻ
Hewson được sinh ra tại Junction City, Kansas. Bà tốt nghiệp với tấm bằng Bachelor of Science (Cử nhân Khoa học) về business administration (Quản trị kinh doanh) và bằng Master of Arts (Thạc sĩ) về economics (Kinh tế) của trường University of Alabama (Đại học Alabama). Ngoài ra bà cũng theo học ở Columbia Business School (Trường kinh doanh Columbia) và Harvard Business School executive development programs (Chương trình phát triển điều hành ở Harvard)

### Sự nghiệp
Hewson làm việc tại Lockheed Martin từ năm 1983. Bà đã giữ rất nhiều chức vụ điều hành của công ty, bao gồm Chủ tịch và Giám đốc điều hành, Phó chủ tịch điều hành hệ thống kinh doanh điện tử của Lockheed Martin, Phó chủ tịch điều hành toàn cầu cho Lockheed Martin Aeronautics, Chủ tịch và Tổng giám đốc trung tâm hàng không Kelly, L.P., và Chủ tịch của Lockheed Martin Logistics Services..Vào ngày 9 tháng 11 năm 2012, bà được bầu vào ban giám đốc của Lockheed Martin. Bà trở thành CEO của tập đoàn từ năm 2013. Ngoài ra bà cũng nằm trong ban giám đốc của Sandia National Laboratories từ năm 2010 và DuPont từ năm 2007. Từ khi trở thành CEO năm 2013, bà đã khiến vốn hóa thị trường của Lockheed tăng gấp đôi.
Vào tháng 7 năm 2015, Hewson thông báo mua lại Sikorsky Aircraft, nhà sản xuất máy bay trực thăng Sikorsky UH-60 Black Hawk, mục tiêu tạo dựng khả năng tự sản xuất trực thăng cho Lockheed. Hewson cùng đó cũng hướng nhiều những nỗ lực sang mảng sản xuất vũ khí quân sự.
Trong những năm 2010, 2011, 2012, và 2015, bà được tạp chí Fortune magazine vinh danh là một trong top "50 nữ doanh nhân quyền lực nhất". Số ra ngày 15 tháng 9 năm 2015 của Fortune magazine, Hewson được xếp ở vị trí thứ 4. Bà đứng thứ 21 những người phụ nữ quyền lực nhất thế giới đưa ra bởi tạp chí Forbes năm 2014. Nữ doanh nhân sau đó đã tăng một hạng lên vị trí thứ 20 trong bảng xếp hạng đó của Forbes vào năm 2015.
Hewson được đưa vào trong Wash100 năm 2017 để tập trung cho thị trường quốc tế và tham gia lãnh đạo chương trình F-35.
Năm 2017, Hewson đứng thứ #35 trong danh sách của Harvard Business Review "Những CEO thành công nhất thế giới năm 2017".
Năm 2018, Hewson nhận giải thưởng tại Edison Achievement Award nhờ khả năng lãnh đạo và những thành tích trong việc cống hiến lâu dài cho sự đổi mới thế giới.